# Chrastince
Chrastince, ungarisch Haraszti (bis 1927 slowakisch „Chrastínce“, ungarisch auch Ipolyharaszti) ist eine Gemeinde im Süden der Slowakei mit 201 Einwohnern (Stand 31. Dezember 2024). Sie gehört zum Okres Veľký Krtíš, einem Kreis des Banskobystrický kraj.

## Geographie
Die Gemeinde befindet sich im Talkessel Ipeľská kotlina, einem Teil der größeren Einheit Juhoslovenská kotlina, auf der linken Seite des Trebušovský potok im Einzugsgebiet des Ipeľ, nahe der Staatsgrenze zu Ungarn. Das Ortszentrum liegt auf einer Höhe von 150 m n.m. und ist 24 Kilometer von Veľký Krtíš entfernt.
Nachbargemeinden sind Lesenice im Norden, Slovenské Ďarmoty im Osten, Koláre im Süden, Malá Čalomija im Westen und Trebušovce im Nordwesten.

## Geschichte
Chrastince wurde zum ersten Mal 1244 als Gyormoth schriftlich erwähnt und war Besitz der Familie Gürky, im 19. Jahrhundert der Familien Zichy und Majthényi. 1828 zählte man 23 Häuser und 172 Einwohner, die als Landwirte und Winzer beschäftigt waren.
Bis 1918/1919 gehörte der im Komitat Hont liegende Ort zum Königreich Ungarn und kam danach zur Tschechoslowakei beziehungsweise heute Slowakei. Auf Grund des Ersten Wiener Schiedsspruchs lag er von 1938 bis 1945 noch einmal in Ungarn.

## Bevölkerung
| Jahr                | 1994 | 2004    | 2014    | 2024     |
| ------------------- | ---- | ------- | ------- | -------- |
| Anzahl der Personen | 233  | 241     | 243     | 201      |
| Unterschied         |      | +3,43 % | +0,82 % | −17,28 % |

| Jahr                | 2023 | 2024   |
| ------------------- | ---- | ------ |
| Anzahl der Personen | 200  | 201    |
| Unterschied         |      | +0,5 % |

Gemäß der Volkszählung 2011 wohnten in Chrastince 242 Einwohner, davon 171 Slowaken, 33 Magyaren, 17 Roma und ein Tscheche. 20 Einwohner machten keine Angabe zur Ethnie. 
188 Einwohner bekannten sich zur Römisch-katholischen Kirche, 11 Einwohner zur Evangelischen Kirche A. B., vier Einwohner zu den christlichen Gemeinden und ein Einwohner zur reformierten Kirche. Acht Einwohner waren konfessionslos und bei 30 Einwohnern wurde die Konfession nicht ermittelt.

## Bauwerke
- Kirche aus dem Jahr 1921